# Geijera salicifolia
Geijera salicifolia är en vinruteväxtart som beskrevs av Heinrich Wilhelm Schott. Geijera salicifolia ingår i släktet Geijera och familjen vinruteväxter. Inga underarter finns listade i Catalogue of Life.